# NGC 1603
NGC 1603 ist eine elliptische Galaxie vom Hubble-Typ E/S0 im Sternbild Eridanus am Südsternhimmel. Sie ist schätzungsweise 219 Millionen Lichtjahre von der Milchstraße entfernt und hat einen Durchmesser von etwa 50.000 Lichtjahren.
Im selben Himmelsareal befinden sich u. a. die Galaxien NGC 1600, NGC 1601, NGC 1604, NGC 1606.
Das Objekt wurde am 14. Januar 1849 von George Johnstone Stoney entdeckt.